# Batalla de Tafalla
La Batalla de Tafalla, a veces conocida como arrancada de Tafalla por la huida de Ramiro I de Aragón, es un acontecimiento datado en el año 1043 (aunque algunos historiadores la sitúan en 1035). Este acontecimiento enfrentó a las tropas pamplonesas con una coalición formada por soldados leales al régulo de Aragón, el hermano de García Sánchez III, el de Nájera, Ramiro Sánchez, con el cadí de Zaragoza probablemente Sulaymán ibn Hud al-Musta'in.

## La controversia de la fecha
Esta batalla se ha fechado tradicionalmente a comienzos del mes de agosto del año 1043. Esta es la fecha que data el padre Moret en sus escritos conocidos como Annales del Reyno de Navarra.
Sin embargo, algunos historiadores posteriores han postulado hipótesis sobre la no concordancia de esta fecha con la fecha real de la batalla, proponiendo fechas similares a la batalla de Atapuerca, postulando una posible alianza de los hermanos Fernando y Ramiro contra García, haciendo similitudes con los posteriores tratados Castilla-Aragón para repartirse Navarra. Aunque estas hipótesis son algo descabelladas, ya que esta batalla no se libraría hasta 1054, estando por esta época las relaciones entre Fernando y García en buenos términos tras la batalla de Tamarón.
Otra hipótesis habla de que la fecha pudo haberse sido en 1035, o entre ese año y 1040. Pero en esta hipótesis se presupone que el mismo año de la muerte de Sancho Garcés III de Pamplona, aspecto algo imposible, puesto que la batalla se relata «en verano» o «a finales de verano» y hasta octubre de 1035 Sancho el Mayor seguía vivo.
Además, se sabe que en 1038, García III atravesó sus territorios de Aragón, Sobrarbe y Ribagorza (que gobernaban Ramiro y Gonzalo prestándole vasallaje) con un grupo de caballeros sin ningún problema en su viaje de vuelta de una visita al Condado de Urgel, lo que no podría haber hecho en el caso de la existencia de un clima belicista entre Pamplona y Aragón.

## Antecedentes
A la muerte del rey pamplonés Sancho III el Mayor, este repartirá sus posesiones entre sus cuatro hijos. Ramiro era el hijo mayor, pero al ser ilegítimo, las leyes jurídicas del reino de Pamplona mandaban que el hijo legítimo mayor, en este caso García, fuera el que recibiese todas las posesiones del padre, así que García recibió el Reino de Pamplona, Fernando obtuvo el Condado de Castilla de parte de su madre y Ramiro y Gonzalo recibirían títulos de «régulos», por lo que podían ejercer de reyes en sus condados siempre y cuando fueran vasallos del rey de Pamplona.
Se cree que esta situación de sentirse minusvalorado fue la que llevó a Ramiro a plantar batalla a su hermano García por el dominio del Reino que él creía que por derecho debía ser suyo. Por esto, se alió con el Emir de Zaragoza para atacar el Reino de Pamplona.

## La batalla

### Consideraciones primeras
Aunque no se tiene mucha información sobre esta batalla acaecida a las afueras de Tafalla, se suele afirmar que tuvo una corta duración y hubo una victoria indiscutible de los pamploneses, haciendo que Ramiro Sánchez se tuviera que retirar apresuradamente del campo de batalla y perdiera incluso su caballo, que sería incautado por un noble pamplonés, Sancho Fortúnez, y entregado a su rey, el cual le recompensó con el señorío de Ororbia.
Otro de los aspectos a tener en cuenta de esta batalla es el poder del ejército aragonés, pues este debió de ser numeroso, puesto que en algunas crónicas se cuenta cómo el cadí de Zaragoza, al ver el gran y glorioso ejército que había preparado Ramiro, solicitó la paz con él, a lo cual Ramiro impuso dos condicionesː el nombramiento de un obispo en la ciudad de Zaragoza y el apoyo del cadí de Zaragoza y sus aliados de Huesca, Tudela y Lérida en su empresa contra García. Los almohades aceptaron ambas. Se nombró como obispo a un hombre llamado Paternus, conocido hombre de fe de Navarra y miembro de la orden de Cluny, que había estado al servicio del rey García. Tras ello, las tropas de reserva de los territorios de Zaragoza, Huesca y Tudela se sumaron al numeroso ejército de Ramiro, que puso rumbo al Reino de Pamplona y penetró en él para dirigirse primero a la ciudad de Tafalla, a la que puso bajo asedio.
Al enterarse de este suceso, el temperamental rey García mandó a los tafalleses resistir todo lo que pudiesen mientras el preparaba un ejército para levantar el asedio.

### El asedio
Las crónicas cuentan cómo Ramiro, aprovechando uno de los muchos momentos en los que García no se encontraba en sus posesiones (pues este hacía muchas peregrinaciones y viajes diplomáticos), organizó una enorme expedición militar, contando con el apoyo y tropas de la mayoría de la nobleza aragonesa, a quienes se sumaron tropas de la taifa de Zaragoza y sus territorios aliados.
Esta expedición puso marcha hacia el Reino de Pamplona, el cual penetró desde el sur, y llegó a la ciudad de Tafalla, donde las tropas locales se apresuraron a guarecerse y organizar la resistencia del asedio al que Ramiro  sometió a la ciudad, esperando que esta cayese a la máxima brevedad.

### La marcha del rey García
Una vez organizado el ejército por el rey García, contando entre ellos con algunos de sus mejores nobles, de los cuales algunos ya habían estado a los servicios de su padre en las campañas contra el reino leonés, donde llegaron a tomar la capital del reino, León.
García, para sorprender al ejército coaligado que sitiaba Tafalla, ordenó marchar a altos ritmos y a no descansar en la noche. Así, en la madrugada llegaron al campo de batalla y empezaron a desplegarse, teniendo algunas escaramuzas con las tropas aragonesas, las cuales fueron destrozadas debido al factor sorpresa. El grueso del ejército pamplonés se encontraba desplegado para la batalla a primeras horas de la mañana, obligando al ejército coaligado a reorganizar su despliegue para hacer frente a la batalla campal.

### La batalla campal
Según las fuentes, los Cuarteles Reales de la batalla estaban situados en Torreta y Barranquiel, a las afueras de la ciudad de Tafalla. En el bando navarro, se define cómo García III se reunió con sus nobles, de los cuales se destacan: Fortuño Sánchez de Ayo (gobernador de Nájera), Don Aznar Fortúñez, Nuño González (Conde de Ziróñigo, Termino y Lantarón), Sancho Fortúnez, García Oriolez, Iñigo López, Sancho de Fortúñez, Iñigo López de Vizcaya, Sancho López, García Aznarez, Fortún Sánchez (conocido como «Bono Patre», capitán de la infantería), Fortuño Ximénez, Orri Ortiz Oferrores y Sancho Datiz (Capitán de la caballería).
En el caso de las fuerzas coaligadas, estas se basaban en tropas de los señores feudales de Aragón, con Ramiro Sánchez al frente de ellos, aliados con contingentes de la taifa de Saraqusta y de la de Lérida, ambas dirigidas por el cadí de ambas taifas en aquel momento, Sulaymán ben Hud al-Musta'in, a las que se les sumaban algunas tropas flanqueadoras de los señores de Tudela y Huesca, a quienes se sumaba en el oficialato del Cuartel Real, el hijo de Ben-Hud, Al-Muqtadir.
Las tropas pamplonesas, por su lado, eran cabos del ejército real, junto a fuerzas de los nobles que acompañaban al rey, a las que antes y durante la batalla se unieron milicias de Tafalla, deseosas de continuar con la defensa de su ciudad fuera de los muros.
La batalla dio comienzo en la mañana de aquel día de agosto, con las tropas coaligadas en un despliegue amplio, mientras que García III de Pamplona ordenó a las suyas agruparse en escuadrones compactos para hacer frente a las acometidas de los aragoneses.
Poco a poco la ventaja se fue poniendo del bando pamplonés, hasta que en la «hora fuerte» (probablemente el comienzo del mediodía) las tropas pamplonesas más avanzadas comenzaron el asalto cauteloso del Cuartel Real de Ramiro, lo que obligó a este a abandonar el campo de batalla tras darse cuenta poco antes de que la balanza estaba del lado de su hermano.
Viendo huir a los comandantes enemigos, García III ordenó a sus oficiales debelar a las tropas que continuasen luchando, mientras permitía huir a las que así lo quisieran, previo arrojo de armas y armaduras en el campo de batalla.

### Huida de Ramiro y persecución
Ramiro huyó del campo de batalla junto al resto de oficiales almohades que le habían acompañado. Ante esto, sumado a la rabia que tenía García por sentirse traicionado por su hermano cuando él estaba ausente, y tras rendir las fuerzas que quedaron en el campo de batalla, ordenó la persecución de Ramiro, por lo que entró en Aragón con un ejército en orden de combate, lo que obligó a este a huir al condado de Sobrarbe, del que Gonzalo Sánchez era régulo, mas quien nunca llegó a pisar, según dicen la mayor parte de los cronistas, estas tierras.
Se posibilita aquí la hipótesis de que fue ese mismo año cuando Ramiro anexionó por primera vez los condados al reino de Aragón, aspecto que ratificaría en 1045, tras la muerte de Gonzalo.

## Tras la batalla
Después de la batalla, el rey de Pamplona sería tajante con su hermano, quitándole en un primer momento sus derechos sobre Aragón y dejándole tan solo los dominios de Sobrarbe y Ribagorza.
Más tarde, y se cree que tras una mediación de Fernando Sánchez, sería indulgente con su hermano y lo perdonaría, haciéndole incluso entrega de algunos castillos. Con esto y la derrota, Ramiro calmaría sus intenciones ambiciosas de conseguir territorios del Reino de Pamplona hasta la muerte de su hermano García.
Esta batalla y las campañas que inició tras la misma contra las taifas cercanas, conquistando Calahorra (1045) y sometiendo a su vasallaje a la taifa de Zaragoza, le valieron a García, quien era conocido como un rey de gran temperamento y ferocidad, ganarse por parte del cronista Lucas el Tudense, Obispo de Tuy, el sobrenombre de «el mejor caballero del mundo».